# Gravity of Light
Gravity of Light è l'ottavo album in studio del gruppo musicale heavy metal finlandese Tarot, pubblicato nel 2010 dalla King Foo Entertainment.

## Tracce
1. Satan Is Dead – 4:12
2. Hell Knows – 6:05
3. Rise! – 4:30
4. Pilot of All Dreams – 3:42
5. Magic and Technology – 5:48
6. Calling Down the Rain – 4:11
7. Caught in the Deadlights – 4:41
8. I Walk Forever – 4:49
9. Sleep in the Dark – 4:41
10. Gone – 7:03
11. End of Everything (bonus track) – 3:48

## Formazione
- Marco Hietala – voce, basso, chitarra acustica, cori
- Zachary Hietala – chitarre
- Janne Tolsa – tastiere
- Pecu Cinnari – batteria
- Tommi Salmela – samples, voce, cori